# National Polish-American Sports Hall of Fame
National Polish-American Sports Hall of Fame (pol. "Polsko-Amerykańska Narodowa Galeria Sław Sportu) - założona w 1973 roku by uczcić wybitnych amerykańskich sportowców, zarówno amatorskich jak i zawodowych, polskiego pochodzenia.

## Baseball
- Oscar Bielaski (2005)
- Stan Coveleski (1976)
- Moe Drabowsky (1999)
- Art Deras (2011)
- Mark Fidrych (2009)
- Steve Gromek (1981)
- Ted Kluszewski (1974)
- Jim Konstanty (2008)
- Tony Kubek (1982)
- Whitey Kurowski (1988)
- Bob Kuzava (2003)
- Eddie Lopat (1978)
- Stan Lopata (1997)
- Greg Luzinski (1989)
- Bill Mazeroski (1979)
- Barney McCosky (1995)
- Stan Musial (1973)
- Joe Niekro (1992)
- Phil Niekro (1990)
- Danny Ozark (2010)
- Tom Paciorek (1992)
- Ron Perranoski (1983)
- Johnny Podres (2002)
- Ron Reed (2005)
- Jenny Romatowski (1999)
- Jack Quinn (2006)
- Ray Sadecki (2007)
- Al Simmons (1975)
- Bill Skowron (1980)
- Frank Tanana (1996)
- Alan Trammell (1998)
- Carl Yastrzemski (1986)
- Richie Zisk (2004)

## Bowling
- Johnny Crimmins (1976)
- Billy Golembiewski (1981)
- Cass Grygier (1984)
- Eddie Lubanski (1978)
- Aleta Rzepecki-Sill (2008)
- Ann Setlock (1983)

## Boks
- Bobby Czyz (2009)
- Stanley Ketchel (1984)
- Teddy Yarosz (2005)
- Tony Zale (1975)

## Dziennikarze sportowi
- Ed Browalski (1983)
- Billy Packer (1988)

## Futbol amerykański
- Danny Abramowicz (1992)
- Pete Banaszak (1990)
- Steve Bartkowski (1993)
- Zeke Bratkowski (1995)
- Bob Brudzinski (2005)
- Lou Creekmur (2001)
- Zygmont Czarobski (1980)
- Mike Ditka (2001)
- Forest Evashevski (2000)
- Frank Gatski (1989)
- Jim Grabowski (1993)
- Jack Ham (1987)
- Leon Hart (1988)
- Vic Janowicz (1987)
- Stan Javie (2011)
- Ron Jaworski (1991)
- Mike Kenn (2006)
- Joe Klecko (1999)
- Ed Klewicki (1982)
- Frank Kush (1998)
- Ted Kwalick (2005)
- Greg Landry (2012)
- Johnny Lujack (1978)
- Ted Marchibroda (1976)
- Lou Michaels (1994)
- Walt Michaels (1997)
- Dick Modzelewski (1986)
- Mike Munchak (2003)
- Tom Nowatzke (2008)
- Bill Osmanski (1977)
- Frank Piekarski (2005)
- Bill Romanowski (2011)
- Mark Rypien (2006)
- Tom Sestak (2007)
- Bob Skoronski (2000)
- Hank Stram (1985)
- Dick Szymanski (1994)
- Frank Szymanski (1995)
- Frank Tripucka (1997)
- Steve Wisniewski (2004)
- Alex Wojciechowicz (1975)

## Golf
- Billy Burke (2005)
- Betsy King (2000)
- Warren Orlick (1983)
- Bob Toski (1987)
- Al Watrous (1979)

## Gimnastyka
- George Szypula (1985)

## Hokej na lodzie
- Walter Broda (2005)
- Len Ceglarski(1993)
- Tom Lysiak (2012)
- Ed Olczyk (2004)
- Pete Stemkowski (2002)

## Koszykówka
- Carol Blazejowski (1994)
- Vincent Boryla (1984)
- Mike Gminski (2003)
- Tom Gola (1977)
- Bobby Hurley (2006)
- Mike Krzyzewski (1991)
- Mitch Kupchak (2002)
- Bob Kurland (1996)
- Christian Laettner (2008)
- Red Mihalik (1996)
- June Olkowski (2012)
- John Payak (1982)
- Kelly Tripucka (2000)

## Lekkoatletyka
- Robert Gutowski (1980)
- Stanisława Walasiewicz (1974)

## Łyżwiarstwo figurowe
- Janet Lynn (1990)

## pływanie
- Chet Jastremski (2007)
- Kristy Kowal (2010)
- Joe Verdeur (2009)

## Siatkówka
- Andy Banachowski (2009)

## Softball
- Ed Tyson (1974)

## Sporty motorowe
- Alan Kulwicki (2001)

## Tenis
- Jane Bartkowicz (2010)
- Frankie Parker (1981)

## Trójbój siłowy
- Norbert Schemansky (1979)
- Stanley Stanczyk (1991)

## Wrestling
- Stanley Zbyszko (1983)
- Władysław Kowalski (2007)

## Wyścigi łodzi
- Tom D’Eath (2011)